# شعب ناصر (الشغادرة)
شعب ناصر هي إحدى قرى عزلة الحواصلة بمديرية الشغادرة التابعة لمحافظة حجة، بلغ تعداد سكانها 35 نسمة حسب تعداد اليمن لعام 2004.